# Coppa di Tunisia (pallavolo maschile)
La Coppa di Tunisia di pallavolo maschile è un torneo nazionale tunisino, organizzato dalla Federazione pallavolistica della Tunisia.
La prima edizione del torneo si è giocata nell'annata 1956-57, e la squadra che ha riportato il maggior numero di successi è l'Espérance de Tunis e la Club Sfaxien.

## Albo d'oro
| Edizione         | Edizione          | Podio                | Podio                                     | Podio                |
| Anno             | Sede della finale | Campione             | Risultato                                 | Finalista            |
| ---------------- | ----------------- | -------------------- | ----------------------------------------- | -------------------- |
| 1956-57 Dettagli | Tunisi            | Étoile Goulettoise   | 3 - 0                                     | US Tunisienne        |
| 1957-58 Dettagli | Tunisi            | Étoile Goulettoise   | 3 - 2                                     | Alliance Sportive    |
| 1958-59 Dettagli | Tunisi            | Étoile Goulettoise   | 3 - 2                                     | US Goulettoise       |
| 1959-60 Dettagli | Tunisi            | US Tunisienne        | 3 - 2                                     | US Goulettoise       |
| 1960-61 Dettagli | Tunisi            | Alliance Sportive    | 3 - 1                                     | Étoile Goulettoise   |
| 1961-62 Dettagli | Tunisi            | AS La Marsa          | 3 - 1                                     | Cercle Tunisi        |
| 1962-63 Dettagli | Tunisi            | AS La Marsa          | 3 - 2                                     | CS Goulettois        |
| 1963-64 Dettagli | Tunisi            | Espérance de Tunis   | 3 - 0 (15-6, 15-9, 15-7)                  | AS La Marsa          |
| 1964-65 Dettagli | Tunisi            | Espérance de Tunis   | 3 - 0                                     | CS Goulettois        |
| 1965-66 Dettagli | Tunisi            | Espérance de Tunis   | 3 - 0                                     | Sfaxien              |
| 1966-67 Dettagli | Tunisi            | Espérance de Tunis   | 3 - 0 (15-13, 15-9, 15-13)                | CS Goulettois        |
| 1967-68 Dettagli | Tunisi            | AS La Marsa          | 3 - 1                                     | Espérance de Tunis   |
| 1968-69 Dettagli | Tunisi            | AS La Marsa          | 3 - 0                                     | Espérance de Tunis   |
| 1969-70 Dettagli | Tunisi            | AS La Marsa          | 3 - 1 (12-15, 15-9, 15-9, 15-4)           | Saydia               |
| 1970-71 Dettagli | Tunisi            | AS La Marsa          | 3 - 0                                     | ÉO Kram La Goletta   |
| 1971-72 Dettagli | Tunisi            | Olympique de Kélibia | 3 - 1                                     | US Transport Sfax    |
| 1972-73 Dettagli | Tunisi            | AS La Marsa          | 3 - 0 (15-8, 15-9, 15-5)                  | Sfaxien              |
| 1973-74 Dettagli | Tunisi            | Olympique de Kélibia | 3 - 1 (11-15 15-10, 15-13, 15-3)          | US Transport Sfax    |
| 1974-75 Dettagli | Tunisi            | Olympique de Kélibia | 3 - 2 (15-02, 15-12, 08-15, 14-16, 15-02) | Espérance de Tunis   |
| 1975-76 Dettagli | Tunisi            | Olympique de Kélibia | 3 - 0                                     | ÉO Kram La Goletta   |
| 1976-77 Dettagli | Tunisi            | Sfaxien              | 3 - 2                                     | Olympique de Kélibia |
| 1977-78 Dettagli | Tunisi            | Olympique de Kélibia | 3 - 2                                     | Club Africain        |
| 1978-79 Dettagli | Tunisi            | Sfaxien              | 3 - 1                                     | Espérance de Tunis   |
| 1979-80 Dettagli | Tunisi            | Espérance de Tunis   | 3 - 0 (15-07, 15-03, 15-09)               | AS La Marsa          |
| 1980-81 Dettagli | Tunisi            | Sfaxien              | 3 - 0                                     | AS La Marsa          |
| 1981-82 Dettagli | Tunisi            | Sfaxien              | 3 - 1                                     | Club Africain        |
| 1982-83 Dettagli | Tunisi            | Club Africain        | 3 - 0                                     | ÉO Kram La Goletta   |
| 1983-84 Dettagli | Tunisi            | Club Africain        | 3 -2                                      | Sfaxien              |
| 1984-85 Dettagli | Tunisi            | Sfaxien              | 3 - 1                                     | ASPTT Sfax           |
| 1985-86 Dettagli | Tunisi            | Sfaxien              | 3 - 1 (19-17 15-13, 15-17, 15-01)         | Olympique de Kélibia |
| 1986-87 Dettagli | Tunisi            | Sfaxien              | 3 - 0                                     | ASPTT Sfax           |
| 1987-88 Dettagli | Tunisi            | AS La Marsa          | 3 - 2                                     | Sfaxien              |
| 1988-89 Dettagli | Tunisi            | Olympique de Kélibia | 3 - 1                                     | AS La Marsa          |
| 1989-90 Dettagli | Tunisi            | Club Africain        | 3 - 2                                     | Saydia               |
| 1990-91 Dettagli | Tunisi            | Club Africain        | 3 - 2                                     | Olympique de Kélibia |
| 1991-92 Dettagli | Tunisi            | Club Africain        | 3 - 2                                     | Olympique de Kélibia |
| 1992-93 Dettagli | Tunisi            | Espérance de Tunis   | 3 - 0 (15-9, 15-5, 15-12)                 | Olympique de Kélibia |
| 1993-94 Dettagli | Tunisi            | Espérance de Tunis   | 3 - 1                                     | US Transport Sfax    |
| 1994-95 Dettagli | Tunisi            | Étoile du Sahel      | 3 - 0                                     | Saydia               |
| 1995-96 Dettagli | Tunisi            | Espérance de Tunis   | 3 - 0                                     | US Transport Sfax    |
| 1996-97 Dettagli | Tunisi            | Espérance de Tunis   | 3 - 2                                     | Étoile du Sahel      |
| 1997-98 Dettagli | Tunisi            | Étoile du Sahel      | 3 - 1                                     | Espérance de Tunis   |
| 1998-99 Dettagli | Tunisi            | Espérance de Tunis   | 3 - 2                                     | Étoile du Sahel      |
| 1999-00 Dettagli | Tunisi            | Espérance de Tunis   | 3 - 0                                     | Étoile du Sahel      |
| 2000-01 Dettagli | Tunisi            | Étoile du Sahel      | 3 - 0                                     | Sfaxien              |
| 2001-02 Dettagli | Tunisi            | Sfaxien              | 3 - 2                                     | Étoile du Sahel      |
| 2002-03 Dettagli | Tunisi            | Saydia               | 3 - 2                                     | Olympique de Kélibia |
| 2003-04 Dettagli | Tunisi            | Olympique de Kélibia | 3 - 1                                     | Étoile du Sahel      |
| 2004-05 Dettagli | Radès             | Sfaxien              | 3 - 2                                     | Étoile du Sahel      |
| 2005-06 Dettagli | Radès             | Étoile du Sahel      | 3 - 1                                     | Olympique de Kélibia |
| 2006-07 Dettagli | Radès             | Espérance de Tunis   | 3 - 0 (25-17, 25-21, 25-23)               | Étoile du Sahel      |
| 2007-08 Dettagli | Tunisi            | Étoile du Sahel      | 3 - 1 (25-23, 20-25, 25-17, 25-19)        | Sfaxien              |
| 2008-09 Dettagli | Tunisi            | Sfaxien              | 3 - 2 (25-23, 20-25, 16-25, 25-17, 15-11) | Espérance de Tunis   |
| 2009-10 Dettagli | Tunisi            | Espérance de Tunis   | 3 - 2 (25-23, 17-25, 27-25, 12-25, 13-15) | Saydia               |
| 2010-11 Dettagli | Tunisi            | Olympique de Kélibia | 3 - 1 (25-19, 21-25, 25-20, 25-23)        | Saydia               |
| 2011-12 Dettagli | Tunisi            | Sfaxien              | 3 - 1 (25–14, 16-25, 25–19, 25–16)        | Espérance de Tunis   |
| 2012-13 Dettagli | Tunisi            | Sfaxien              | 3 - 1 (28–26, 25–23, 15–25, 25-22)        | Espérance de Tunis   |
| 2013-14 Dettagli | Tunisi            | Espérance de Tunis   | 3 - 0 (25-17, 25-16, 25-21)               | Étoile du Sahel      |
| 2014-15 Dettagli | Tunisi            | Étoile du Sahel      | 3 - 2 (25-22, 25-20, 25-27, 18-25, 15-10) | Espérance de Tunis   |
| 2015-16 Dettagli | Tunisi            | Étoile du Sahel      | 3 - 0 (35-33, 25-18, 25-21)               | Espérance de Tunis   |
| 2016-17 Dettagli | Tunisi            | Espérance de Tunis   | 3 - 2 (26-28, 22-25, 25-20, 26-24, 15-10) | Étoile du Sahel      |
| 2017-18 Dettagli | Radès             | Espérance de Tunis   | 3 - 0 (25-19, 25-19, 25-22)               | Étoile du Sahel      |
| 2018-19 Dettagli | Radès             | Espérance de Tunis   | 3 - 0 (25-20, 25-19, 25-13)               | Étoile du Sahel      |
| 2019-20 Dettagli | Radès             | Espérance de Tunis   | 3 - 0 (25-19, 25-19, 25-23)               | Sfaxien              |
| 2020-21 Dettagli | Sidi Bou Said     | Espérance de Tunis   | 3 - 0 (25-20, 25-15, 25-21)               | Sfaxien              |
| 2021-22 Dettagli | Radès             | Espérance de Tunis   | 3 - 0 (26-24, 25-19, 25-21)               | Étoile du Sahel      |
| 2022-23 Dettagli | Ariana            | Espérance de Tunis   | 3 - 0 (33-31, 25-23, 25-14)               | AS La Marsa          |

## Palmarès
| Squadra              | Titolo | Edizione |
| -------------------- | ------ | --- |
| Espérance de Tunis   | 21     | 1964, 1965, 1966, 1967, 1980, 1993, 1994, 1996, 1997, 1999, 2000, 2007, 2010, 2014, 2017, 2018, 2019, 2020, 2021, 2022, 2023 |
| Sfaxien              | 12     | 1977, 1979, 1981, 1982, 1985, 1986, 1987, 2002, 2005, 2009, 2012, 2013                                                       |
| Olympique de Kélibia | 8      | 1972, 1974, 1975, 1976, 1978, 1989, 2004, 2011                                                                               |
| AS La Marsa          | 8      | 1962, 1963, 1968, 1969, 1970, 1971, 1973, 1988                                                                               |
| Étoile du Sahel      | 7      | 1995, 1998, 2001, 2006, 2008, 2014, 2015                                                                                     |
| Club Africain        | 5      | 1983, 1984, 1990, 1991, 1992                                                                                                 |
| ÉO Kram La Goletta   | 3      | 1957, 1958, 1959 |
| Saydia               | 1      | 2003 |
| US Tunisienne        | 1      | 1960 |
| Alliance Sportive    | 1      | 1961 |